# Hamilton Castner
Hamilton Young Castner (Brooklyn, 11 settembre 1858 – 11 ottobre 1899) è stato un chimico statunitense.

## Biografia
Cresciuto nello stato di New York, dopo aver frequentato l'istituto politecnico di Brooklyn e l'università Columbia del Mines lascia senza completare gli studi per lavorare con suo fratello.
Nel 1884 i suoi lavori sull'alluminio lo portarono ad progettare un metodo che grazie al sodio riusciva a modificare l'allumina e ricavare l'alluminio ma nessun americano si interessò al progetto. Viaggiò in Inghilterra alla ricerca di capitali e nel 1887 fu di aiuto all'"Aluminium Company" procedimento reso obsoleto pochi anni dopo, nel 1889.
Dal 1890 i suoi studi si basarono sulla soda caustica che Castner riuscì a produrla in proprio, mediante un secondo processo elettrolitico, basato su una cella particolare con catodo di mercurio, portando a termine il progetto nel 1894.
Soffriva di tubercolosi e morì senza sposarsi nello Stato di New York.